# ATP Challenger Tunis
Das ATP Challenger Tunis (offizieller Name: Kia Tunis Open) ist ein seit 2005 stattfindendes Tennisturnier in Tunis, Tunesien. Es ist Teil der ATP Challenger Tour und wird im Freien auf Sand ausgetragen. Im Jahr 2011 war das Turnier nicht mehr in der Reihe der Challenger-Turniere, wurde jedoch bereits ein Jahr später wieder aufgenommen und ausgetragen. Nach einer dreijährigen Pause von 2015 bis 2017 wurde es im Jahr 2018 wieder ausgetragen. Simone Bolelli ist mit zwei Titeln im Einzel Rekordsieger des Turniers.

## Liste der Sieger

### Einzel
| Jahr                         | Sieger                  | Finalgegner          | Ergebnis          |
| ---------------------------- | ----------------------- | -------------------- | ----------------- |
| 2025                         | Zsombor Piros           | Titouan Droguet      | 7:5, 7:63         |
| 2024                         | Oriol Roca Batalla      | Valentin Royer       | 7:65, 7:5         |
| 2023                         | Shō Shimabukuro         | Geoffrey Blancaneaux | 6:4, 6:4          |
| 2022                         | Roberto Carballés Baena | Gijs Brouwer         | 6:1, 6:1          |
| 2020–2021: abgesagt          |                         |                      |                   |
| 2019                         | Pablo Cuevas            | João Domingues       | 7:5, 6:4          |
| 2018                         | Guido Andreozzi         | Daniel Gimeno Traver | 6:2, 3:0 aufgg.   |
| 2015–2017: nicht ausgetragen |                         |                      |                   |
| 2014                         | Simone Bolelli (2)      | Julian Reister       | 6:4, 6:2          |
| 2013                         | Adrian Ungur            | Diego Schwartzman    | 4:6, 6:0, 6:2     |
| 2012                         | Rubén Ramírez Hidalgo   | Jérémy Chardy        | 6:1, 6:4          |
| 2011                         | nicht ausgetragen       | nicht ausgetragen    | nicht ausgetragen |
| 2010                         | José Acasuso            | Daniel Brands        | 6:3, 6:4          |
| 2009                         | Gastón Gaudio           | Frederico Gil        | 6:2, 1:6, 6:3     |
| 2008                         | Thomaz Bellucci         | Dušan Vemić          | 6:2, 6:4          |
| 2007                         | Simone Bolelli (1)      | Andrei Pavel         | 4:6, 7:64, 6:2    |
| 2006                         | Lamine Ouahab           | Younes El Aynaoui    | kampflos          |
| 2005                         | Gaël Monfils            | Fabrice Santoro      | 7:5, 3:6, 7:69    |

### Doppel
| Jahr                         | Sieger                                       | Finalgegner                            | Ergebnis          |
| ---------------------------- | -------------------------------------------- | -------------------------------------- | ----------------- |
| 2025                         | Hynek Bartoň Michael Vrbenský                | Siddhant Banthia Aleksandar Donski     | 5:7, 6:4, [10:7]  |
| 2024                         | Federico Agustín Gómez Marcus Willis         | Patrik Rikl Michael Vrbenský           | 4:6, 6:1, [10:6]  |
| 2023                         | Théo Arribagé Luca Sanchez                   | James McCabe Aziz Ouakaa               | 4:6, 6:3, [10:5]  |
| 2022                         | Nicolás Barrientos Miguel Ángel Reyes Varela | Alexander Erler Lucas Miedler          | 6:73, 6:3, [11:9] |
| 2020–2021: abgesagt          |                                              |                                        |                   |
| 2019                         | Ruben Bemelmans Tim Pütz                     | Facundo Argüello Guillermo Durán       | 6:3, 6:1          |
| 2018                         | Denys Moltschanow Igor Zelenay               | Jonathan Eysseric Joe Salisbury        | 7:64, 6:2         |
| 2015–2017: nicht ausgetragen |                                              |                                        |                   |
| 2014                         | Pierre-Hugues Herbert Adil Shamasdin         | Stephan Fransen Jesse Huta Galung      | 6:3, 7:65         |
| 2013                         | Dominik Meffert Philipp Oswald               | Jamie Delgado Andreas Siljeström       | 3:6, 7:60, [10:7] |
| 2012                         | Jerzy Janowicz Jürgen Zopp                   | Nicholas Monroe Simon Stadler          | 7:61, 6:3         |
| 2011                         | nicht ausgetragen                            | nicht ausgetragen                      | nicht ausgetragen |
| 2010                         | Jeff Coetzee Kristof Vliegen                 | Jamie Cerretani Adil Shamasdin         | 7:63, 6:3         |
| 2009                         | Brian Dabul Leonardo Mayer                   | Johan Brunström Jean-Julien Rojer      | 6:4, 7:66         |
| 2008                         | Thomaz Bellucci Bruno Soares                 | Jean-Claude Scherrer Nicolas Tourte    | 6:3, 6:4          |
| 2007                         | Łukasz Kubot Oliver Marach                   | Marc Fornell Mestres Lamine Ouahab     | 6:2, 6:2          |
| 2006                         | Daniel Gimeno Traver Iván Navarro            | Bart Beks Martijn van Haasteren        | 6:2, 7:5          |
| 2005                         | Tomas Behrend Robert Lindstedt               | Marco Chiudinelli Jean-Claude Scherrer | 3:6, 6:1, 6:3     |